# هاکان اوزاوغوز

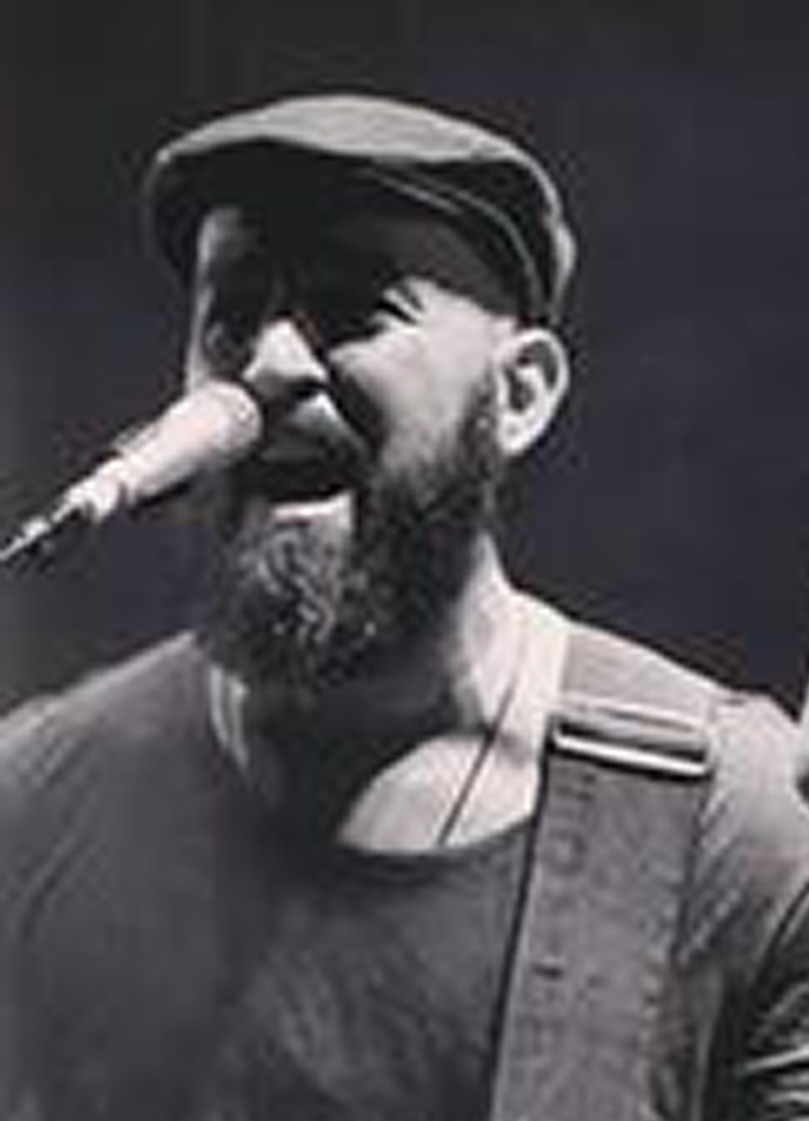
هاکان اوزاوغوز، خواننده و موسیقی‌دان - ۲۰۱۴

هاکان اوزاوغوز (به ترکی استانبولی: Hakan Özoğuz) (متولد ۱۱ اکتبر ۱۹۷۶) موسیقی‌دان، گیتاریست گروه موسیقی آتنا و خوانندهٔ اهل ترکیه است. وی برادر دوقلو خواننده مشهور ترکیه گوکان اوزاوغوز می‌باشد.
هاکان در ۱۱ اکتبر ۱۹۷۶ در محله فنرباغچه استانبول به دنیا آمد. وی اصالتاً اهل غازی عینتاب می‌باشد. پدرش احمد اوزاوغوز بزرگ‌ترین پشتیبان و مشوق هاکان و برادرش برای رسیدن به آروزیشان بوده در سال ۲۰۰۷ چشم از جهان فروبست.
وی از ۱۵ سالگی شروع به نواختن گیتار نمود و در سال ۲۰۰۶ به همراه برادرش گوکان برای تحصیل در رشته موسیقی به لندن مهاجرت نمودند.
اولین موزیک ویدئو وی بنام «پیاز کاشته شده» از آلبوم هولیگان (ولگرد)، با موضوع دعوا و نزاع‌های طرفداران فوتبال و حواشی خارج از مستطیل سبز را به چالش می‌کشد توانست راه خود را در بازار موسیقی باز کند.
پس از کسب موفقیت و فروش بالا، ترانه‌های این آلبوم توسط طرفداران فوتبال در ورزشگاه‌ها به عنوان سرود خوانده و محبوبیت زیادی بین فوتبال دوستان بدست آورد. سپس ترانه‌ای جدید بنام «۱۲ غول» برای تیم ملی بسکتبال تهیه و تنظیم کرده بود.
گروه آتنا اولین چالش جدی خود را در سال ۲۰۰۰ تجربه نمود. این گروه با انتشار ترانه‌هایی هم چون «مزخرف»، «ماجرا»، «عشق و پشق نیست» توانست بر سر زبان‌ها جاری و محبوبیت زیادی را بدست آورد.
در سال ۲۰۰۴ در مسابقات یوروویژن به عنوان نماینده ترکیه با ترانه «برای واقعیت» همراه گروه آتنا توانست با کسب ۱۹۵ امتیاز مقام چهارم را کسب نماید. در تاریخ یوروویژن ترکیه نیز توانست دومین نماینده‌ای باشد بالاترین امتیاز را کسب کرده باشد.

## آلبوم‌ها
- یکی از آخرین نفس (۱۹۹۳)
- ولگرد (۱۹۹۸)
- تمام وقت حالا (سال ۲۰۰۰)
- سفر مهتران (۲۰۰۱)
- همه چیز وفق مراد است (۲۰۰۲)
- ما (۲۰۰۴)
- آتنا (۲۰۰۵)
- سگ(۲۰۰۶)
- ۱۰۰ سال با شکوه(۲۰۰۷)
- کثیف (۲۰۱۰)
- بالا و پایین (۲۰۱۴)